# Port Alberni
Port Alberni je město v kanadské provincii Britská Kolumbie. Sídlí zde Regionální okres Alberni-Clayoquot. Město má 17 548 obyvatel a jeho aglomerace 25 297 obyvatel.
Port Alberni leží v údolí Alberni Valley na začátku zátoky Alberni Inlet, největší zátoky na ostrově Vancouver. Město je přezdívané Lososím hlavním městem světa, stejně jako nedaleké město Campbell River.

## Historie města
Město nese jméno po španělském důstojníkovi, kapitánovi Donovi Pedro de Alberni, jenž velel pevnosti San Miguel na západním pobřeží ostrova v letech 1790 až 1792. Západní pobřeží ostrova Vancouver je tradičním kmenovým územím indiánského kmene Nootka. První evropští osadníci sem přišli se společností Anderson Company zabývající se těžbou dřeva v roce 1860 z Londýna. První pila sice selhala, avšak několik dalších vyrostlo v 80. letech 19. století. Město založili osadníci v roce 1912 s příchodem železnice Esquimalt and Nanaimo Railway, plánované výstavby Canadian National Railway a položení tichooceánského telegrafního kabelu Trans-Pacific ve městě Bamfield.

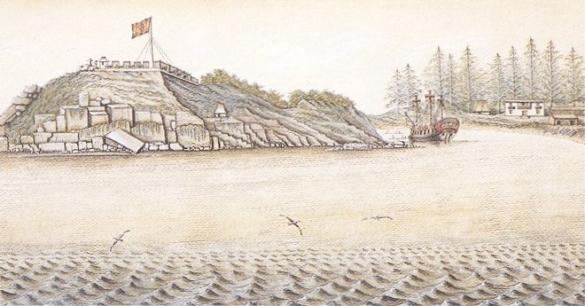
Španělská pevnost San Miguel ve městě Nootka roku 1793

 V kanálu Alberni Canal se usadil hornický průmysl a spousta menších rybářských přístavů, jež byly závislé na hlavním přístavu v Port Alberni. Dřevozpracující průmysl byl v oblasti dominantní silou, zaměřoval se především na zpracování douglasky a zeravu obrovského. V roce 1964 zasáhly město dvě vlny tsunami. Poškozeno bylo 375 domů, z čehož 55 zcela zničeno. Ke ztrátám na životech však nedošlo. V roce 1967 se města Alberni (na severu) a Port Alberni (na jihu) sloučily do jednoho města, Port Alberni. V údolí Alberni Valley stojí muzeum s velkým počtem historických exponátů.
 Říká se, že Port Alberni je nejdeštivější město v provincii. Na jezeře Sproat Lake funguje hangár pro největší letadlo na hašení požárů na světě – Martin JRM Mars.

## Geografie
Směrem na západ leží ve vzdálenosti 10 km jezero Sproat Lake. Město se rozkládá v údolí Alberni Valley, které ze všech stran obklopují hory. Za svoji současnou podobu vděčí město bývalému postavení dvojměsta, dvojici městských center a značnému počtu zátok a strží, jež rozdělují Port Alberni na dvě poloviny:
- Oblast bývalého města Alberni dnes nazývaná North Port se nalézá mezi dálnicí Highway 4 a ulicí Gertruda Street. V jeho jihovýchodní části stojí historická budova místní pošty. Velká část rozvoje a výstavby sloučeného města Port Alberni probíhá v této oblasti, zejména směrem na východ od středu (downtownu) města.
- Původní oblast města Port Alberni se dnes nazývá South Port nebo Uptown. Leží 3 km na jih od Gertrude Street a 3rd Avenue. Za poslední dekádu zaznamenala jistý úpadek, protože je poměrně daleko od dálnice. Město se snaží o jeho obnovu a přesvědčuje obyvatele, aby se stěhovali i do této historické oblasti. V roce 2004 podstoupila historická budova místního divadla Capitol Theatre rozsáhlou renovaci a divadlo se zaskvělo jako vznešená, i moderní vzpomínka na minulost. V této části města se dále nachází Harbour Quay, pobřežní oblast plná obchodů a parků. Je tu i železniční stanice a Maritime Discovery Center.

## Demografie
Podle sčítáni lidu z roku 2006 má Port Alberni společně s jeho předměstími Cherry a Beaver Creek 25 297 obyvatel.

## Ekonomika

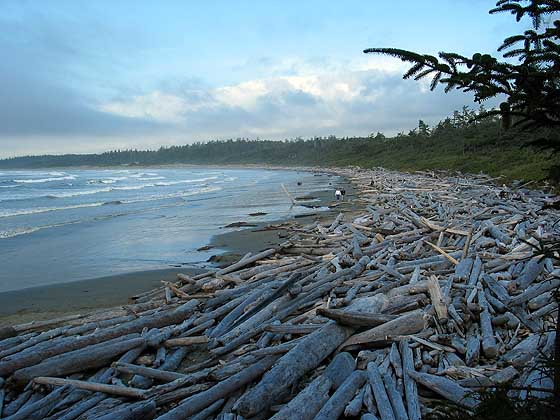
Pláž Long Beach v parku Pacific Rim National Park

Nejvíce obyvatel města pracuje v dřevozpracujícím průmyslu. V údolí sídlí papírna Catalyst Paper, celulózka a několik menších pil. Na červené jílovité půdě je i několik farem. Těžba dřeva sice stále ještě probíhá, přesto se v průběhu let její objem zmenšuje, což způsobuje pokles hospodářského růstu. Recesi se podařilo zastavit a město se přeorientovává na poskytování turistických služeb. Port Alberni slouží jako přestupní stanice pro ty, kteří cestují na západní pobřeží ostrova, do Ucluelet, Tofino a národního parku Pacific Rim National Park. Protože jsou ceny zboží v odlehlých oblastech ostrova vysoké, turisté často nakupují zásoby už v Port Alberni. Tento jev způsobil nekontrolovanou výstavbu nových nákupních středisek a supermarketů podél dálnice Highway 4. V posledních pěti letech začalo v údolí Alberni Valley podnikat několik eko-turistických společností těžících z polohy města na okraji divočiny a relativní blízkosti Vancouveru a Victorie.

## Městské atrakce
Port Alberni je obdivované a vyhledávané pro jeho přírodní krásu, polohu pod horou Mount Arrowsmith a hory obklopující téměř celé město. Leží 1,5 hodiny cesty autem od národního parku Pacific Rim National Park. Město si oblíbili rybáři, protože ve vodách v okolí žije pět druhů lososa a pstruh duhový. Ve městě se nalézá národní historické místo, pila McLean Saw Mill, k niž patří i parní železnice vedoucí od přístavu v downtownu až do údolí Alberni Valley. Na jezeře Sproat Lake má svůj domov Martin JRM Mars, největší letadlo pro hašení požárů na světě. Jezero je v létě populární cíl pro místní obyvatele a majitele chatek v okolí. V okolí města vede několik z nejlepších turistických tras na ostrově Vancouver. V údolí Alberni Valley se táhne přes 100 turistických tras a stezek pro horská kola.

## Sport
V Port Alberni sídlí juniorský hokejový tým Alberni Valley Bulldogs hrající v BCHL.

## Partnerské město
- Abaširi, Japonsko (1986)